# Тейка

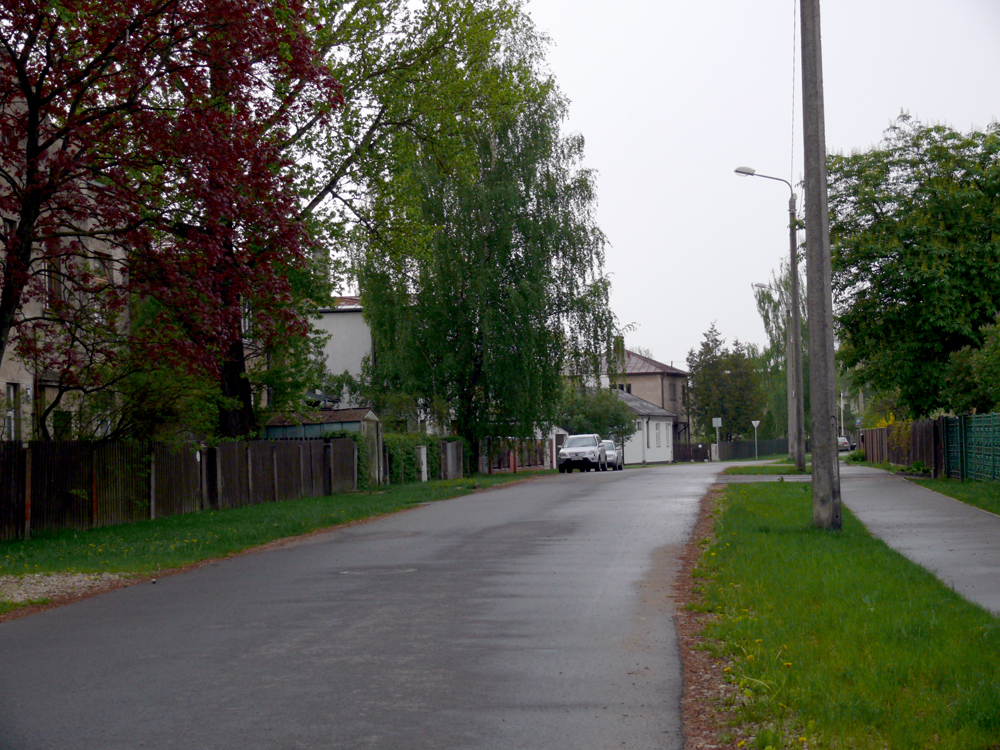
Улица Стуриша — характерная улица микрорайона

Те́йка ([тэ], латыш. Teika) — исторический район города Риги, расположенный вдоль Бривибас гатве, между железной дорогой, Чиекуркалнсом и Пурвциемсом. В большей своей части представляет собой компактный и зелёный район частной застройки (преимущественно до 1940 года) с тихими улочками. При этом удобное местонахождение на главной городской магистрали даёт возможность за несколько минут попасть в центр города.
Само название появилось в обиходе в 1937 году, когда у площади Земитана открылся кинотеатр «Тейка».
В настоящее время принято относить к Тейке и бывшую промышленную зону от Воздушного моста до перекрёстка с Густава Земгала гатве. У этой территории своя богатая история. Ранее здесь располагались корпуса заводов «ВЭФ», «Саркана звайгзне», Рижского вагоностроительного и ряда других. Рижане, особенно старшего поколения, традиционно называют её «ВЭФ» — по самому крупному из них.

## История
В начале XX века на месте бо́льшей части нынешней Тейки находились пригородные луга с хаотичной застройкой деревянными рабочими бараками.
В 1929 году Рижская городская дума приняла решение об обустройстве этого района. Под руководством архитектора П. Берзкалнса на правой стороне Видземского шоссе (ныне Бривибас гатве) была сформирована площадь Земитана, от которой веерообразно расходились неширокие улицы, предназначенные под частную застройку. Помимо небольших односемейных домиков, сооружаемых самими горожанами, самоуправление также строило небольшие многоквартирные дома, сдаваемые в аренду. Более высокие строения были позволены у Видземского шоссе. После 1934 года началась застройка территории за ул. Лиелвардес в сторону Юглы — появились улицы Куршу, Земгалю, Криву и др.
В течение 1930-х годов здесь построили более 600 зданий, в основном 2-4-квартирных, для малочисленных семей. Район обжил в основном средний класс: врачи, учителя, мастера, клерки. В прессе шли ожесточённые дискуссии архитекторов про то, что хаотичное строительство и несоблюдение строительных правил создаёт впечатление «грязного и негигиеничного села». Однако именно эта бесстильность частной застройки спустя годы стала главной ценностью района.
Индивидуальная застройка продолжилась и в советское время. Немногие возведённые многоэтажки не смогли изменить облик микрорайона, который в основном сохранился до наших дней. Особняком стоит квартал между улицей Лиелвардес и Бикерниекским лесом, где в 1960—1970-е годы разместились здания научно-исследовательских институтов и Фундаментальной библиотеки АН Латвии.

## Достопримечательности
- Площадь Земитана — центральная площадь микрорайона со сквером и памятником Йоргису Земитансу.
- Жилой дом с кинотеатром «Тейка» (1933) — проект архитектора Теодора Хермановского[латыш.], памятник архитектуры местного значения. Ныне в помещениях кинотеатра расположен магазин.
- Тейкская средняя школа

### Крупные магазины
В Тейке расположены торговые центры «Alfa», «Domina», а также крупные магазины «Elkor Plaza», «MAXIMA», «Rimi», «Nelss», «Beta».

## Транспорт
Троллейбус:
- 4 — Югла — Зиепниеккалнс
- 12 — Шмерлис — Агенскалнские Сосны
- 13 — Улица Иерикю — Центральный рынок
- 14 — Межциемс — Эспланада
- 16 — Шмерлис — Плявниеки (ул. Катлакална)
- 17 — Пурвциемс — Центральный вокзал

Автобус:
- 1 — Улица Абренес — Бергюциемс
- 14 — Улица Абренес — Зверопитомник
- 16 — Улица Абренес — Бумажная фабрика Югла (некоторые рейсы до Муцениеки)
- 21 — Югла — Иманта
- 48 — Саркандаугава — Плявниекское кладбище

Трамвай:
- 1 — Югла — Иманта
- 3 — Югла — Кенгарагс

Тейка
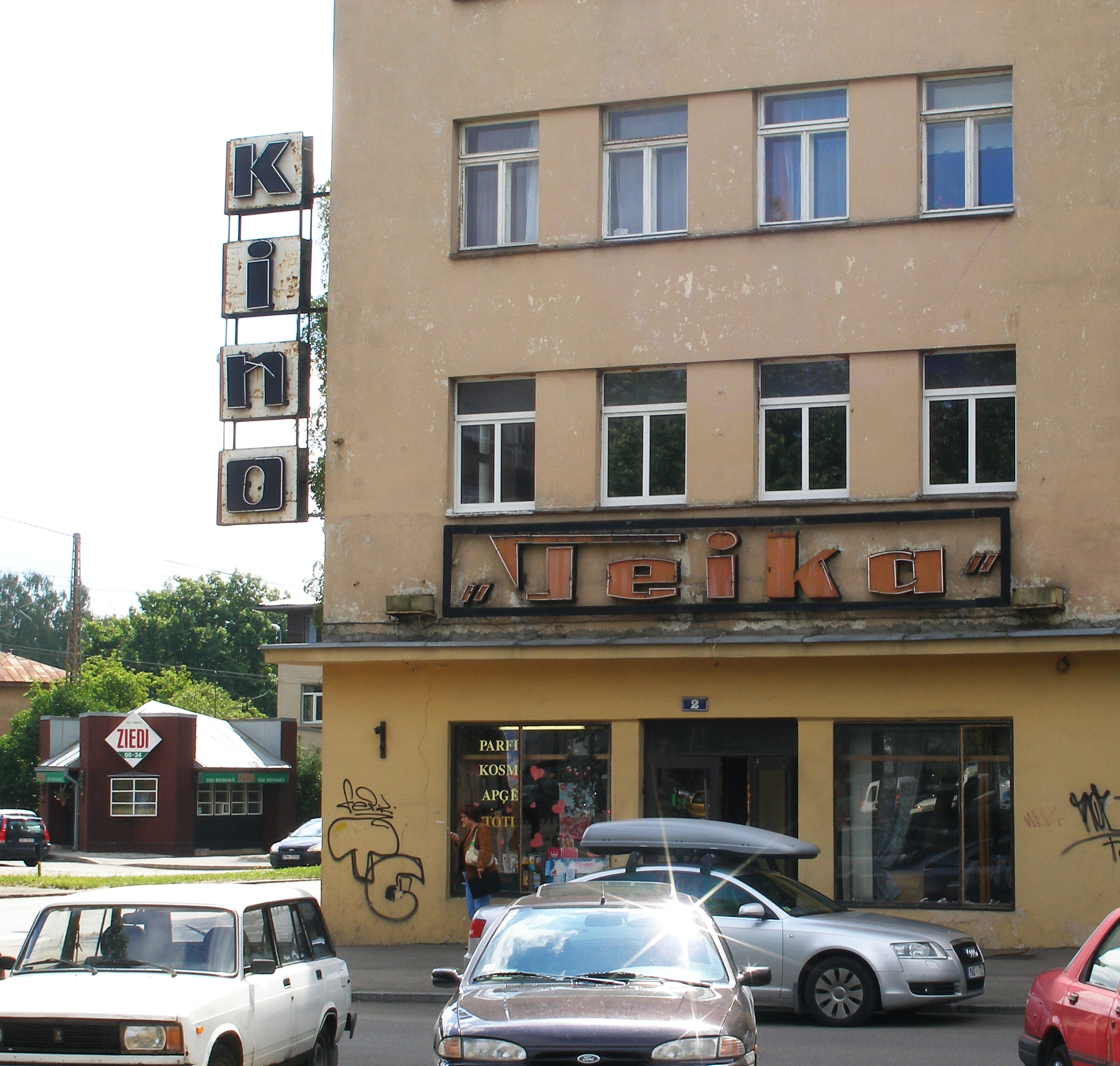
Бывший кинотеатр «Тейка»
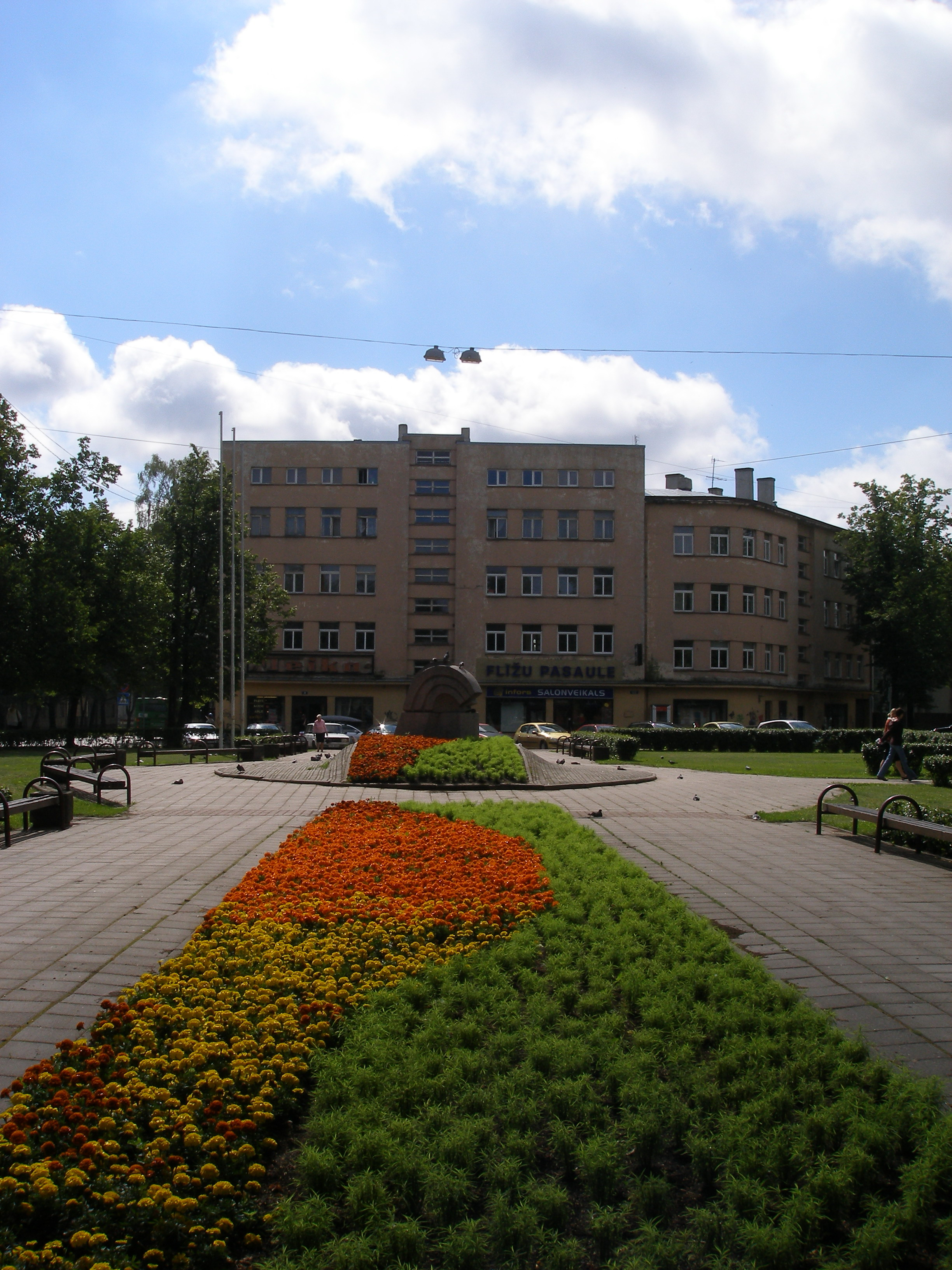
Площадь Земитана
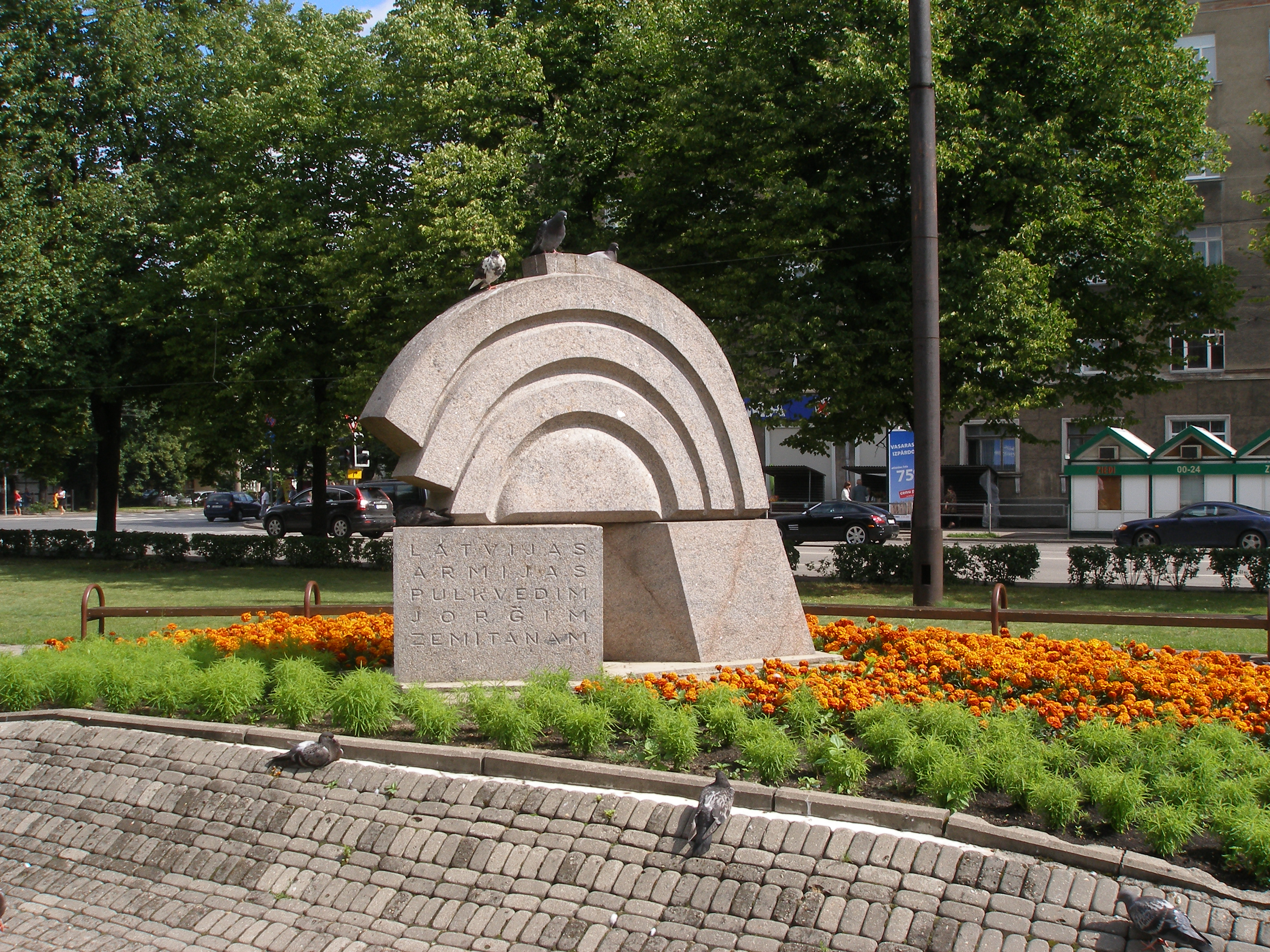
Памятник Й. Земитансу
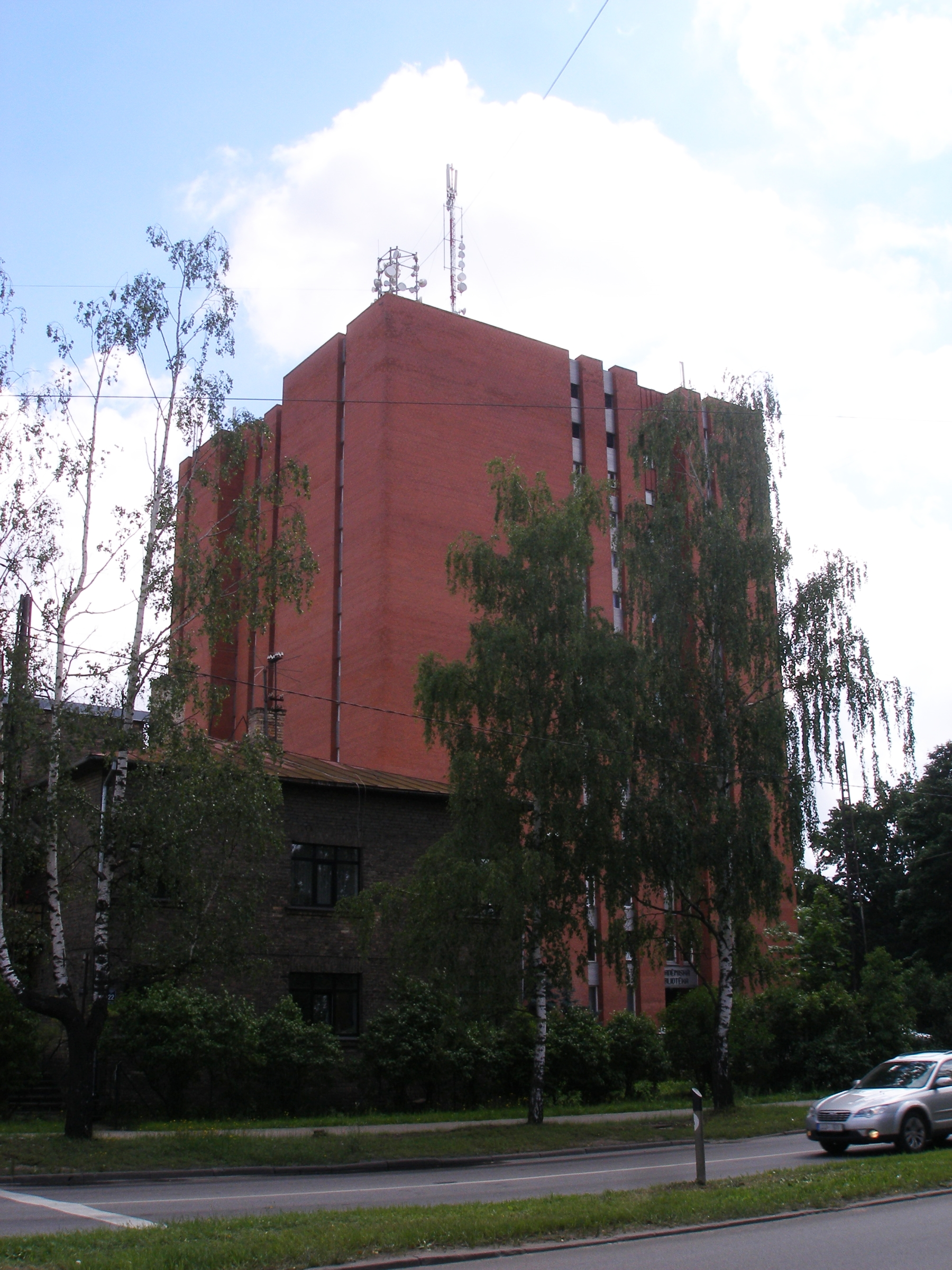
Здание Академической библиотеки
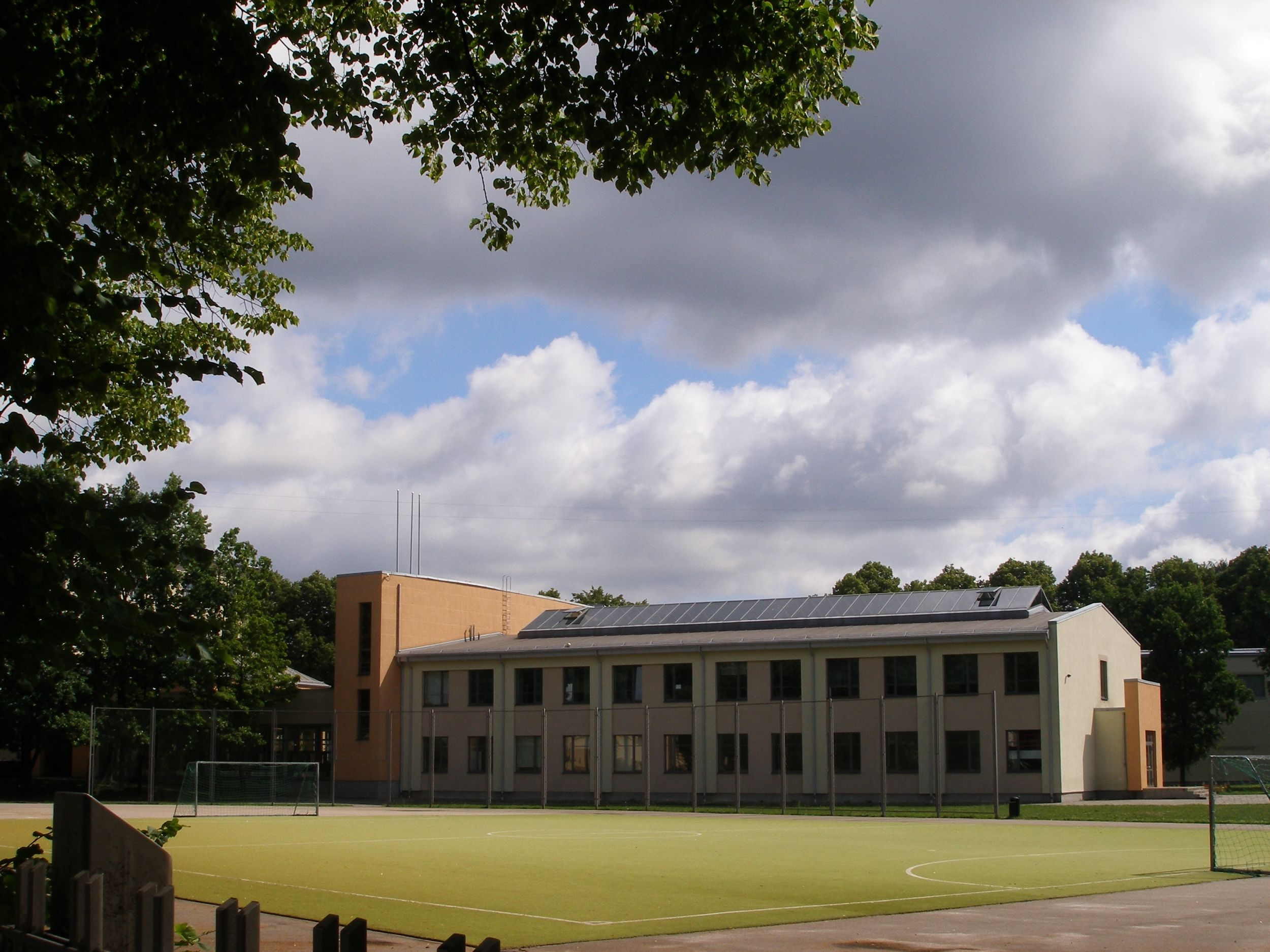
Двор Тейкской средней школы